# Tong zi dan
Le tong zi dan (chinois : 童子蛋 ; pinyin : tóng zǐ dàn ; litt. « œuf de garçonnet ») est un mets traditionnel de Dongyang en Chine. Il s'agit d'œufs bouillis dans de l'urine de jeunes garçons. Chaque année, au printemps, l'urine de garçons prépubères, préférablement de moins de dix ans est collectée. Comme dans la recette des œufs durs, les œufs sont placés dans l'urine qui est portée à ébullition jusqu'à durcissement. Leur coquille est ensuite craquelée à la manière des œufs au thé noir et on les laisse mijoter dans le liquide durant toute une journée. Ils sont ensuite vendus au double du prix des œufs durs simples,.